# Eccellenza Basilicata 2008-2009
Il campionato italiano di calcio di Eccellenza regionale 2008-2009 è stato il diciottesimo organizzato in Italia. Rappresenta il sesto livello del calcio italiano. Questi sono i gironi organizzati dal comitato regionale della regione Basilicata.

## Stagione

### Novità
Dal campionato di Eccellenza Basilicata 2007-2008 era stato promosso in Serie D lo Sporting Genzano, mentre il Forza Matera, lo Sporting Montalbano e il Brienza erano stati retrocessi nel campionato di Promozione Basilicata. Dal campionato di Promozione Basilicata 2007-2008 erano stati promossi in Eccellenza il Pisticci, primo classificato, e il 2000 Policoro, vincitore dei play-off promozione. Dalla Serie D 2007-2008 erano stati retrocessi l'Horatiana Venosa e il Lavello.
Il 2000 Policoro e il Buon Pastore Policoro si sono fuse dando vita alla "A.S.D. Policoro 2000" con sede a Policoro. L'"U.S. Irsinese" ha cambiato denominazione in "U.S.D. Irsinese 1950".
L'Horatiana Venosa e il Lavello hanno rinunciato alla partecipazione al campionato di Eccellenza, di conseguenza, a completamento organico, sono stati ammessi il Forza Matera, perdente i play-out, e il Balvano, perdente i play-off promozione nel campionato di Promozione Basilicata 2007-2008.

### Formula
Le 16 squadre partecipanti disputano un girone all'italiana con partite di andata e ritorno per un totale di 30 giornate. La prima classificata viene promossa in Serie D. Le squadre classificate dal secondo al quinto posto sono ammesse ai play-off per decretare quale squadra partecipa agli spareggi nazionali per la promozione in Serie D. L'ultima classificata viene retrocessa direttamente nel campionato di Promozione. Le squadre classificate dal dodicesimo al quindicesimo posto sono ammesse ai play-out per decretare una retrocessione in Promozione.

## Squadre partecipanti
| Squadra                          | Città (provincia)       | Stagione 2007-2008           |
| -------------------------------- | ----------------------- | ---------------------------- |
| A.S. Angelo Cristofaro           | Oppido Lucano (PZ)      | 14º in Eccellenza Basilicata |
| Avigliano Calcio PZ              | Avigliano (PZ)          | 3º in Eccellenza Basilicata  |
| A.S.D. Atella Monticchio Vulture | Atella (PZ)             | 4º in Eccellenza Basilicata  |
| Pol. AZ Picerno                  | Picerno (PZ)            | 9º in Eccellenza Basilicata  |
| A.S.D. Azzurra Tricarico         | Tricarico (MT)          | 6º in Eccellenza Basilicata  |
| U.S. Balvano                     | Balvano (PZ)            | 2º in Promozione Basilicata  |
| A.C. Banzi                       | Banzi (PZ)              | 7º in Eccellenza Basilicata  |
| Ferrandina Calcio                | Ferrandina (MT)         | 11º in Eccellenza Basilicata |
| A.C. Forza Matera                | Matera                  | 13º in Eccellenza Basilicata |
| U.S.D. Irsinese 1950             | Irsina (MT)             | 10º in Eccellenza Basilicata |
| F.C. Murese 2000 Aurora          | Muro Lucano (PZ)        | 5º in Eccellenza Basilicata  |
| Pol. C.S. Pisticci               | Pisticci (MT)           | 1º in Promozione Basilicata  |
| A.S.D. Policoro 2000             | Policoro (MT)           | 3º in Promozione Basilicata  |
| A.C. Ricigliano                  | Muro Lucano (PZ)        | 2º in Eccellenza Basilicata  |
| A.C. Ruggiero di Lauria A.S.D.   | Lauria (PZ)             | 12º in Eccellenza Basilicata |
| C.S. Vultur                      | Rionero in Vulture (PZ) | 8º in Eccellenza Basilicata  |

## Classifica finale
Fonte: sito FIGC LND Comitato Regionale Basilicata.
|  | Pos. | Squadra             | Pt | G  | V  | N  | P  | GF | GS | DR  |
|  | ---- | ------------------- | -- | -- | -- | -- | -- | -- | -- | --- |
|  | 1.   | Pisticci            | 74 | 30 | 23 | 5  | 2  | 71 | 16 | +55 |
|  | 2.   | Angelo Cristofaro   | 66 | 30 | 20 | 6  | 4  | 63 | 23 | +40 |
|  | 3.   | Murese 2000 Aurora  | 62 | 30 | 18 | 8  | 4  | 52 | 24 | +28 |
|  | 4.   | Ruggiero di Lauria  | 57 | 30 | 15 | 12 | 3  | 58 | 29 | +29 |
|  | 5.   | Policoro            | 47 | 30 | 13 | 8  | 9  | 45 | 39 | +6  |
|  | 6.   | Avigliano Calcio PZ | 45 | 30 | 14 | 3  | 13 | 53 | 40 | +13 |
|  | 7.   | Azzurra Tricarico   | 38 | 30 | 11 | 5  | 14 | 47 | 46 | +1  |
|  | 8.   | Ricigliano          | 38 | 30 | 10 | 8  | 12 | 34 | 37 | -3  |
|  | 9.   | Ferrandina          | 38 | 30 | 10 | 8  | 12 | 34 | 41 | -7  |
|  | 10.  | Irsinese 1950       | 38 | 30 | 10 | 8  | 12 | 31 | 39 | -8  |
|  | 11.  | Forza Matera        | 36 | 30 | 11 | 3  | 16 | 37 | 51 | -14 |
|  | 12.  | AZ Picerno          | 36 | 30 | 11 | 3  | 16 | 33 | 59 | -26 |
|  | 13.  | Atella M. Vulture   | 32 | 30 | 8  | 8  | 14 | 25 | 44 | -19 |
|  | 14.  | Vultur Rionero      | 22 | 30 | 6  | 4  | 20 | 27 | 55 | -28 |
|  | 15.  | Banzi               | 21 | 30 | 5  | 6  | 19 | 29 | 64 | -35 |
|  | 16.  | Balvano             | 20 | 30 | 5  | 5  | 20 | 31 | 63 | -32 |

Legenda:
      Promossa in Serie D 2009-2010
      Ammessa ai play-off nazionali
 Ammessa ai play-off o ai play-out
      Retrocessa in Promozione 2009-2010
Note:
Tre punti a vittoria, uno a pareggio, zero a sconfitta.

## Risultati

### Tabellone
|                           | AZP  | Ang  | Ate  | Avi  | Azz  | Bal  | Ban  | Fer  | For  | Irs  | Mur  | Pis  | Pol  | Ric  | Rug  | Vul  |
| ------------------------- | ---- | ---- | ---- | ---- | ---- | ---- | ---- | ---- | ---- | ---- | ---- | ---- | ---- | ---- | ---- | ---- |
| AZ Picerno                | –––– | 1-3  | 2-0  | 1-0  | 1-2  | 4-2  | 2-1  | 1-0  | 1-0  | 0-2  | 1-5  | 1-0  | 1-1  | 2-0  | 1-1  | 2-1  |
| Angelo Cristofaro         | 6-0  | –––– | 3-1  | 2-0  | 2-1  | 4-0  | 4-1  | 2-0  | 2-0  | 3-1  | 0-1  | 1-1  | 2-3  | 3-2  | 3-3  | 3-0  |
| Atella Monticchio Vulture | 0-0  | 1-0  | –––– | 0-0  | 2-1  | 1-0  | 1-1  | 2-1  | 1-0  | 3-2  | 0-1  | 0-2  | 2-2  | 0-1  | 0-2  | 1-0  |
| Avigliano                 | 5-0  | 0-2  | 0-1  | –––– | 1-0  | 4-1  | 4-4  | 4-1  | 4-2  | 4-0  | 0-1  | 0-4  | 7-3  | 2-0  | 3-3  | 2-1  |
| Azzurra Tricarico         | 4-1  | 3-0  | 3-3  | 0-1  | –––– | 2-1  | 2-1  | 0-1  | 4-1  | 0-2  | 1-2  | 1-3  | 2-1  | 0-0  | 0-1  | 4-1  |
| Balvano                   | 2-1  | 0-4  | 2-0  | 2-4  | 1-4  | –––– | 3-0  | 1-1  | 1-3  | 0-0  | 3-2  | 3-1  | 1-1  | 2-2  | 1-1  | 1-2  |
| Banzi                     | 1-4  | 0-1  | 2-1  | 0-1  | 2-2  | 2-1  | –––– | 0-1  | 2-0  | 1-1  | 0-3  | 0-4  | 1-1  | 2-0  | 1-3  | 1-0  |
| Ferrandina                | 3-1  | 0-2  | 1-1  | 3-0  | 1-2  | 2-1  | 1-0  | –––– | 1-1  | 1-1  | 1-2  | 1-1  | 2-1  | 0-2  | 2-0  | 3-1  |
| Forza Matera              | 4-0  | 0-3  | 2-1  | 1-0  | 3-1  | 1-0  | 7-2  | 3-2  | –––– | 1-0  | 0-2  | 1-5  | 0-2  | 3-0  | 0-3  | 1-0  |
| Irsinese 1950             | 2-1  | 0-2  | 1-0  | 2-1  | 1-1  | 1-0  | 1-1  | 4-1  | 1-1  | –––– | 2-0  | 0-1  | 1-3  | 2-0  | 0-0  | 1-0  |
| Murese 2000 Aurora        | 4-0  | 0-0  | 1-0  | 1-0  | 2-0  | 1-0  | 3-1  | 3-0  | 3-1  | 2-2  | –––– | 2-2  | 3-2  | 1-1  | 0-0  | 3-3  |
| Pisticci                  | 3-0  | 1-1  | 4-0  | 1-0  | 3-0  | 4-0  | 4-1  | 1-1  | 1-0  | 4-0  | 1-0  | –––– | 2-0  | 2-1  | 2-0  | 4-1  |
| Policoro 2000             | 1-0  | 0-0  | 3-0  | 1-0  | 2-3  | 2-1  | 2-1  | 0-0  | 2-0  | 2-0  | 0-0  | 1-2  | –––– | 2-1  | 0-0  | 1-0  |
| Ricigliano                | 2-1  | 1-2  | 1-1  | 0-3  | 2-1  | 2-0  | 4-0  | 0-0  | 3-1  | 1-0  | 0-0  | 0-3  | 1-3  | –––– | 1-1  | 3-0  |
| Ruggiero di Lauria        | 2-0  | 2-2  | 4-0  | 3-2  | 1-1  | 5-1  | 2-0  | 3-1  | 4-0  | 3-1  | 2-1  | 0-1  | 5-3  | 0-0  | –––– | 2-2  |
| Vultur                    | 2-3  | 0-1  | 2-2  | 0-1  | 3-2  | 2-0  | 1-0  | 1-2  | 0-0  | 2-0  | 1-3  | 0-4  | 1-0  | 0-3  | 0-2  | –––– |

## Spareggi

### Play-off

#### Semifinali
|                    | Risultati |                    | Luogo e data   |
| ------------------ | --------- | ------------------ | -------------- |
| Policoro           | 0 - 4     | Angelo Cristofaro  | 6 maggio 2009  |
| Angelo Cristofaro  | 3 - 3     | Policoro           | 10 maggio 2009 |
|                    |           |                    |                |
| Ruggiero di Lauria | 0 - 1     | Murese 2000 Aurora | 6 maggio 2009  |
| Murese 2000 Aurora | 3 - 2     | Ruggiero di Lauria | 10 maggio 2009 |
|                    |           |                    |                |

#### Finale
|                   | Risultati |                    | Luogo e data   |
| ----------------- | --------- | ------------------ | -------------- |
| Angelo Cristofaro | 1 - 0     | Murese 2000 Aurora | 16 maggio 2009 |
|                   |           |                    |                |

### Spareggio per l'11º posto
|              | Risultati |            | Luogo e data            |
| ------------ | --------- | ---------- | ----------------------- |
| Forza Matera | 1 - 0     | AZ Picerno | Pisticci, 6 maggio 2009 |
|              |           |            |                         |

### Play-out

#### Semifinali
|                   | Risultati |                   | Luogo e data   |
| ----------------- | --------- | ----------------- | -------------- |
| Banzi             | 1 - 1     | AZ Picerno        | 10 maggio 2009 |
| AZ Picerno        | 1 - 0     | Banzi             | 17 maggio 2009 |
|                   |           |                   |                |
| Vultur Rionero    | 3 - 1     | Atella M. Vulture | 10 maggio 2009 |
| Atella M. Vulture | 2 - 1     | Vultur Rionero    | 17 maggio 2009 |
|                   |           |                   |                |

#### Finale
|                   | Risultati |       | Luogo e data   |
| ----------------- | --------- | ----- | -------------- |
| Atella M. Vulture | 1 - 3     | Banzi | 24 maggio 2009 |
|                   |           |       |                |